# Liste des épisodes de Vampire Diaries
La liste des épisodes de Vampire Diaries (The Vampire Diaries), série télévisée américaine, est constituée de 171 épisodes.

## Première saison (2009-2010)
Cette première saison de vingt-deux épisodes a été diffusée du 10 septembre 2009 au 13 mai 2010 sur The CW, aux États-Unis.
1. Mystic Falls (Pilot)
2. La Nuit de la comète (The Night of the Comet)
3. La Fièvre du vendredi soir (Friday Night Bites)
4. Les Frères Salvatore (Family Ties)
5. Qui es-tu ? (You're Undead to Me)
6. Origines (Lost Girls)
7. Soif de sang (Haunted)
8. 162 bougies (162 Candles)
9. Le Cristal de la discorde (History Repeating)
10. Le Point de non-retour (The Turning Point)
11. Temps mort (Bloodlines)
12. Une petite ville pas si tranquille (Unpleasantville)
13. La Première Trahison (Children of the Damned)
14. Pour Katherine (Fool Me Once)
15. Toutes les vérités (A Few Good Men)
16. Conflits de voisinage (There Goes the Neighborhood)
17. L’Alliance temporaire (Let the Right One in)
18. Sous contrôle (Under Control)
19. L’Élection (Miss Mystic Falls)
20. Frères de sang (Blood Brothers)
21. Isobel (Isobel)
22. Le Jour des Fondateurs (Founder's Day)

## Deuxième saison (2010-2011)
Le 16 février 2010, la série a été renouvelée pour une deuxième saison de vingt-deux épisodes. Elle a été diffusée du 9 septembre 2010 au 12 mai 2011 sur The CW, aux États-Unis.
1. Que la partie commence (The Return)
2. La Première Nuit (Brave New World)
3. Nouvelle Lune (Bad Moon Rising)
4. Le Pacte secret (Memory Lane)
5. La Meilleure Défense (Kill or Be Killed)
6. Plan B (Plan B)
7. Tous contre elle (Masquerade)
8. Rose (Rose)
9. Instinct de survie (Katerina)
10. Sacrifices (The Sacrifice)
11. Jouer avec le feu (By the Light of the Moon)
12. Sans issue (The Descent)
13. Amitiés contre nature (Daddy Issues)
14. Aux grands maux (Crying Wolf)
15. Dîner entre ennemis (The Dinner Party)
16. Les Flammes de la vengeance (The House Guest)
17. Leurs vrais visages (Know Thy Enemy)
18. Dernier Recours (The Last Dance)
19. Klaus (Klaus)
20. Le Dernier Jour (The Last Day)
21. Le soleil se couche (The Sun Also Rises)
22. Aux portes de la mort (As I Lay Dying)

## Troisième saison (2011-2012)
Le 26 avril 2011, la série a été renouvelée pour une troisième saison de vingt-deux épisodes. Elle a été diffusée du 15 septembre 2011 au 10 mai 2012 sur The CW, aux États-Unis.
1. Triste Anniversaire (The Birthday)
2. La Nuit des hybrides (The Hybrid)
3. La Fin d’une liaison (The End of the Affair)
4. Le Chasseur (Disturbing Behavior)
5. Une vie pour une vie (The Reckoning)
6. Tout a changé (Smells Like Teen Spirit)
7. Paroles de fantômes (Ghost World)
8. Une famille ordinaire (Ordinary People)
9. Le Maillon faible (Homecoming)
10. Nouvelle Donne (The New Deal)
11. Couper les ponts (Our Town)
12. Des liens et du sang (The Ties That Bind)
13. Réunion de famille (Bringing Out the Dead)
14. Esther (Dangerous Liaisons)
15. La Chair de ma chair (All My Children)
16. 1912 (1912)
17. Son autre visage (Break On Through)
18. Descendance (The Murder of One)
19. Au cœur des ténèbres (Heart of Darkness)
20. Alaric (Do Not Go Gentle)
21. Le Choix d’Elena (Before Sunset)
22. Ne jamais dire adieu (The Departed)

## Quatrième saison (2012-2013)
Le 3 mai 2012, la série a été renouvelée pour une quatrième saison de vingt-trois épisodes diffusée depuis le 11 octobre 2012 sur The CW, aux États-Unis.
1. La Renaissance (Growing Pains)
2. La Lueur des lanternes (Memorial)
3. La Rage aux corps (The Rager)
4. La Confrérie des cinq (The Five)
5. Le Prix du sang (The Killer)
6. Au bord du précipice (We All Go a Little Mad Sometimes)
7. L'Apprenti chasseur (My Brother's Keeper)
8. Conquise ou Soumise (We'll Always Have Bourbon Street)
9. La Force vitale (O Come, All Ye Faithful)
10. Cours particuliers (After School Special)
11. La Chasse au remède (Catch Me If You Can)
12. Originellement vôtre (A View to a Kill)
13. L'Île du bout du monde (Into the Wild)
14. Le Saut dans l'inconnu (Down the Rabbit Hole)
15. Dure réalité (Stand by Me)
16. Croquer la vie (Bring It On)
17. Nuits noires à New-York (Because the Night)
18. L'histoire se répète (American Gothic)
19. La Reine du bal (Pictures of You)
20. Le Retour du roi (The Originals)
21. La Guerre des émotions (She's Come Undone)
22. Lever le voile (The Walkind Dead)
23. Ici ou Ailleurs (Graduation)

## Cinquième saison (2013-2014)
Le 11 février 2013, la série a été renouvelée pour une cinquième saison de vingt-deux épisodes diffusée depuis le 3 octobre 2013 sur The CW, aux États-Unis.
1. Un nouveau chapitre (I Know What You Did Last Summer)
2. La Traque (True Lies)
3. Le Péché originel (Original Sin)
4. Pour qui sonne le glas (For Whom the Bell Tolls)
5. Le Grand Bal (Monster's Ball)
6. L'Expérience ultime (Handle with Care)
7. Le Dernier Sortilège (Death and the Maiden)
8. Souffrir ou périr (Dead Man on Campus)
9. Entre quatre murs (The Cell)
10. Monnaie d'échange (Fifty Shades of Grayson)
11. La Survivante (500 Year of Solitude)
12. Le Corps et l'Esprit (The Devil Inside)
13. Le Démon dans la peau (Total Eclipse of the Heart)
14. Le Virus du boucher (No Exit)
15. Rendez-vous en enfer (Gone Girl)
16. L'Antidote (While You Were Sleeping)
17. Un nouveau danger (Rescue Me)
18. Entre deux mondes (Resident Evil)
19. Le Sang des doubles (Man on Fire)
20. Derrière les apparences (What Lies Beneath)
21. Terre promise (Promised Land)
22. Revenir, ensemble (Home)

## Sixième saison (2014-2015)
Le 13 février 2014, la série a été renouvelée pour une sixième saison de vingt-deux épisodes. Elle a été diffusée du 2 octobre 2014 au 14 mai 2015 sur The CW, aux États-Unis.
1. Chacun de son côté (I'll Remember)
2. Le Jour sans fin (Yellow Ledbetter)
3. Reste avec nous (Welcome to Paradise)
4. Une journée en enfer (Black Hole Sun)
5. Le Retour des héros (The World Has Turned and Left Me Here)
6. Je t'aime, moi non plus (The More You Ignore Me, the Closer I Get)
7. Souvenirs perdus (Do You Remember the First Time?)
8. La Croisée des chemins (Fade Into You)
9. Seule au monde (I Alone)
10. Les Larmes de Noël (Christmas Through Your Eyes)
11. Le Sang guérisseur (Woke Up with a Monster)
12. Une prière pour les condamnés (Prayer For the Dying)
13. Une page se tourne (The Day I Tried To Live)
14. La Fin du mystère (Stay)
15. Laissez-la partir / Laisse-la partir (Let Her Go)
16. La Spirale infernale (The Downward Spiral)
17. Prison dorée (A Bird in a Gilded Cage)
18. Le Retour de l'ange (I Could Never Love Like That)
19. Humain ou Vampire ? / Une vie idéale (Because)
20. Je quitterais tout pour toi / Plus rien ne sera comme avant (I'd Leave My Happy Home for You)
21. Le Mariage / Un jour inoubliable (I'll Wed You in the Golden Summertime)
22. Plus rien ne sera comme avant / Un long sommeil (I'm Thinking of You All the While)

## Septième saison (2015-2016)
Le 11 janvier 2015, la série a été renouvelée pour une septième saison de vingt-deux épisodes. Elle a été diffusée du 8 octobre 2015 au 13 mai 2016 sur The CW, aux États-Unis.
1. Pour tuer le temps (Day One of Twenty-Two Thousand, Give or Take)
2. La Pierre du Phénix (Never Let Me Go)
3. Le Temps de l'innocence (Age of Innocence)
4. Près de mon cœur (I Carry Your Heart with Me)
5. Les Âmes égarées (Live Through This)
6. Demain, ce soir, maintenant (Best Served Cold)
7. En finir avec le passé (Mommie Dearest)
8. Pardonner… ou pas (Hold Me, Thrill Me, Kiss Me, Kill Me)
9. Le Supplice éternel (Cold As Ice)
10. Souffrir d'aimer (Hell Is Other People)
11. La Dernière Flamme (Things We Lost in the Fire)
12. La Tueuse de vampires (Postcards of the Edge)
13. Tous sans exception (This Woman's Work)
14. Pleine Lune sur le Bayou (Moonlight on the Bayou)
15. Régénérescence (I Would for You)
16. Passé, présent, futur (Days of Future Past)
17. Trois jours de sursis (I Went to the Woods)
18. Le Mystère de la chambre forte (One Way or Another)
19. L'Unique Solution (Somebody That I Used to Know)
20. Tuez-les tous (Kill 'Em All)
21. Pour rompre la malédiction (Requiem for a Dream)
22. Nul n'échappe à son destin (Gods and Monsters)

## Huitième saison (2016-2017)
Le 11 mars 2016, la série a été renouvelée pour une huitième et dernière saison de seize épisodes. Elle est diffusée depuis le 21 octobre 2016 sur The CW, aux États-Unis.
1. Le Chant des sirènes (Hello Brother)
2. Les Soldats du diable (Today Will be Different)
3. Le Don de Damon (You Decided That I Was Worth Saving)
4. Abandonnées (An Eternity of Misery)
5. Je ne te quitterai jamais (Coming Home Was a Mistake)
6. L'Offrande aux ténèbres (Detoured On Some Random Backwoods Path to Hell)
7. Joyeux Noël, mon frère (The Next Time I Hurt Somebody, It Could Be You)
8. La faim ne justifie pas les moyens (We Have History Together)
9. Loin des yeux, près du cœur (The Simple Intimacy of the Near Touch)
10. L'Aventure intérieure (Nostalgia's a Bitch)
11. Être bon, à nouveau (You Made a Choice to be Good)
12. La Cloche de feu (What Are You?)
13. Le Visiteur de l'enfer (The Lies Are Going to Catch Up with You)
14. Qui gagne perd (It's Been a Hell of a Ride)
15. Un mariage trop parfait (We're Planning a June Wedding)
16. Désormais en paix (I Was Feeling Epic)